# Karen Verbeek
 (juillet 2019).
Si vous disposez d'ouvrages ou d'articles de référence ou si vous connaissez des sites web de qualité traitant du thème abordé ici, merci de compléter l'article en donnant les références utiles à sa vérifiabilité et en les liant à la section « Notes et références ».
Pour les articles homonymes, voir Verbeek.
Karen Verbeek née le 5 novembre 1986 à Turnhout, est une cycliste belge.

## Palmarès sur route
- 2006
  - 3e de Burcht
  - 3e de Grembergen
- 2009
  - 3e de Westkerke

## Palmarès sur piste

### Championnats internationaux
- 2003
  - 3e du championnat d'Europe de la course aux points juniors
- 2004
  - 2e du championnat d'Europe du scratch juniors

### Championnats nationaux
- 2003
  -  Championne du 500 mètres
  -  Championne de l'omnium
  - 3e de la vitesse
- 2004
  -  Championne de l'omnium